# チャールズ・パーシヴァル (第7代エグモント伯爵)
第7代エグモント伯爵チャールズ・ジョージ・パーシヴァル（Charles George Perceval, 7th Earl of Egmont、1845年6月15日 – 1897年9月5日）はイギリスの貴族、保守党の政治家。1874年イギリス総選挙で庶民院議員に当選したが、同年のうちに爵位を継承して貴族院に移籍した。

## 生涯
チャールズ・ジョージ・パーシヴァル閣下（Hon. Charles George Perceval、1796年12月25日 – 1858年7月26日、第2代アーデン男爵チャールズ・パーシヴァルの息子）と2人目の妻フランシス・アグネス（Frances Agnes、1873年10月16日没、ジョージ・トレヴェリアンの娘）の息子として、1845年6月15日にバッキンガムシャーのカルヴァートン・レクトリー（Calverton Rectory）で生まれた。ラドリーで教育を受けた後、1863年5月28日にオックスフォード大学ユニヴァーシティ・カレッジに入学、1869年にインナー・テンプルに入学した。
1868年9月19日、ロイヤル・バッキンガムシャー・ヨーマンリー連隊のコルネット（騎兵少尉）に任命された。中尉を経て、1874年11月25日に大尉に昇進した。1878年4月8日、サリー州の副統監に任命された。
1869年5月4日、ルーシー・キング（Lucy King、1932年6月1日没、ヘンリー・キングの娘）と結婚したが、2人の間に子供はいなかった。
1874年2月の総選挙で保守党候補としてミッドハースト選挙区から出馬、530票を得て庶民院議員に当選した。同年8月2日、伯父にあたる第6代エグモント伯爵ジョージ・パーシヴァルが死去すると、エグモント伯爵位を継承した。
1883年時点でコーク県に16,766エーカー、サセックス州に14,021エーカー、サリー州に3,466エーカー、バッキンガムシャーに585エーカー、リンカンシャーに134エーカーの領地を所有し、合計で年収35,510ポンドに相当した。1889年にコーク県チャーチタウンの地所を売却した。
1897年9月5日にサセックス州カウドレー・パーク（現ウェスト・サセックスの一部）で死去、イーズボーンで埋葬された。叔父の孫にあたるオーガスタス・アーサー・パーシヴァルが爵位を継承した。